# Tiere bis unters Dach
Tiere bis unters Dach è una serie televisiva tedesca ideata da Sebastian Andrae, prodotta da Polyphon Film-und Fernsehgesellschaft e Südwestrundfunk (SWR) e trasmessa dal 2010 dall'emittente ARD 1. Interpreti principali sono Heikko Deutschmann, Floriane Daniel, Enya Elstner, Lotte Hanné, Michael Sideris, Sanne Schnapp, Fynn Henkel, Angelika Bender, ecc.

La serie si compone di 7 stagioni, per un totale di 91 episodi (13 per stagione). Il primo episodio, intitolato Hundeherz, fu trasmesso in prima visione il 16 gennaio 2010.

## Trama
Il Dottor Philipp Hansen si trasferisce insieme alla moglie Annette e alle figlie Greta, di dieci anni, e Lilie da Amburgo nella Foresta Nera, dove apre un piccolo studio di veterinaria.

## Produzione
- Il personaggio di Jonas Grieshaber uscì di scena dopo la tragica morte del suo interprete, il diciannovenne Fynn Henkel (che non fu sostituito da un altro attore), avvenuta in seguito ad un incidente in un campeggio in Ungheria il 17 agosto 2015[8][9][10][11][12]

## Episodi
| Stagione         | Puntate | Prima TV Germania | Prima TV Italia |
| ---------------- | ------- | ----------------- | --------------- |
| Prima stagione   | 13      | 2010              | inedita         |
| Seconda stagione | 13      | 2011              |                 |
| Terza stagione   | 13      | 2013              |                 |
| Quarta stagione  | 13      | 2014              |                 |
| Quinta stagione  | 13      | 2015              |                 |
| Sesta stagione   | 13      | 2016              |                 |
| Settima stagione | 13      | 2018              |                 |